# 朱宁 (学者)
朱宁（1973年9月—），中华人民共和国学者。
毕业于美国耶鲁大学，获金融学博士。2003年7月至2010年6月，任美国加州大学助理教授，终身教授；2010年6月后，任上海交通大学上海高级金融学院终身教授，副院长。此外，2012年10月，担任光大证券、广发银行、乐视网等独立董事。